# 湘江风光带
湘江风光带，广义上指湘江沿岸的自然风光与人文景观。根据2004年2月11日湖南省政府发布的《湘江长沙株洲湘潭段生态经济带开发建设总体规划》（简称《湘江生态经济带开发建设总体规划》），“湘江风光带”为长株潭经济一体化（长株潭城市群）之湘江生态经济带的重要组成部分，又被称为“长株潭防洪景观道路工程”，整个工程以湘江为纽带，集防洪、生态绿化、旅游为一体的道路与景观。主体工程位于湘江东岸，分布于长沙、湘潭和株洲三市辖境内，全长约为72公里。据计划安排，整个工程于2008年底完工。其中长沙城区部分由中国水电顾问集团中南勘测设计研究院设计。
湘江风光带又称长沙湘江水利风景区，是国家水利风景区。
| 湘江风光带长沙段，临长沙银盆岭大桥处 |